# 国立病院機構大阪医療センター附属看護学校

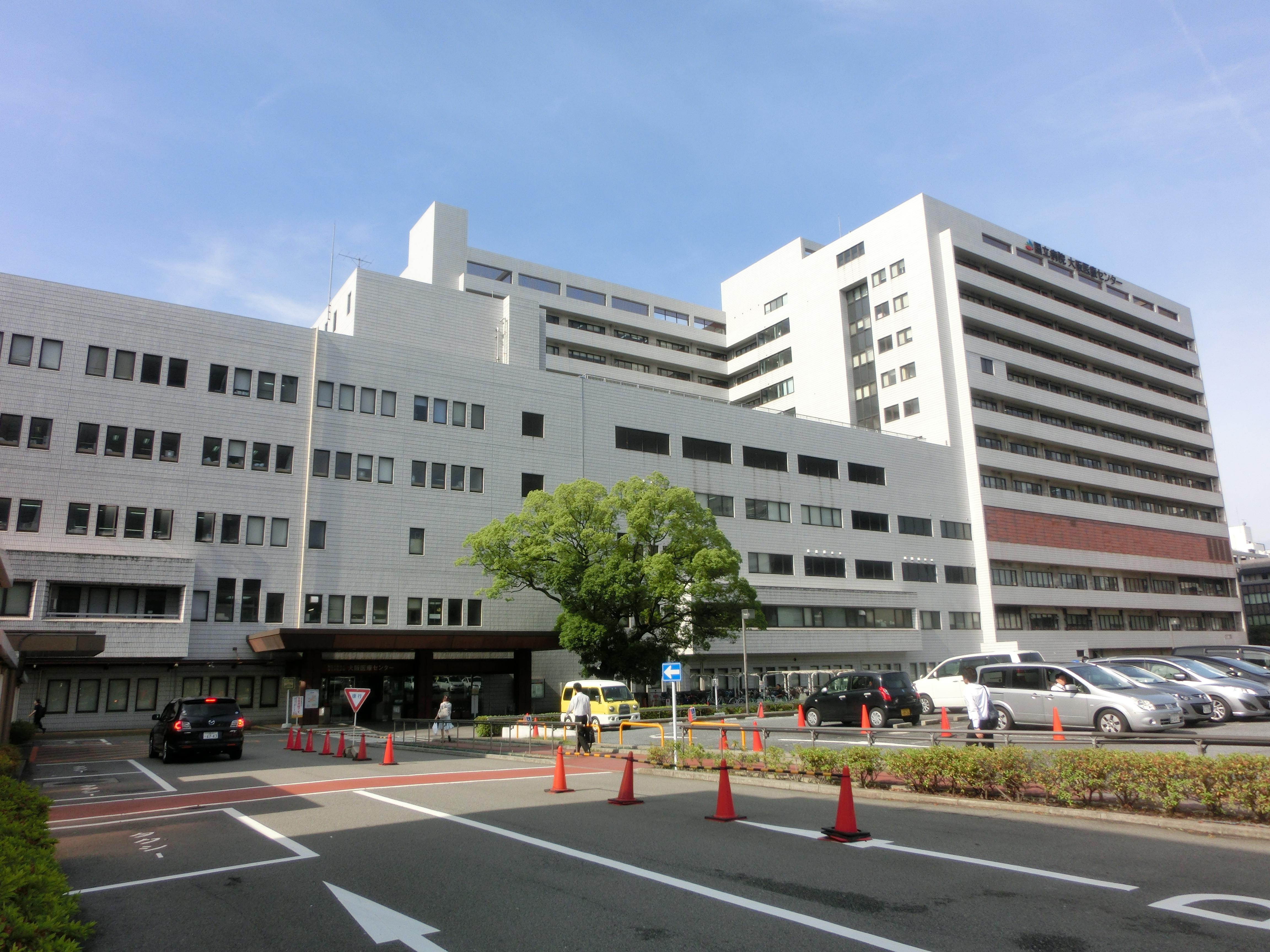
臨地実習の7割を行う大阪医療センター（同一敷地内）

国立病院機構大阪医療センター附属看護学校（こくりつびょういんきこうおおさかいりょうセンターふぞくかんごがっこう）は、独立行政法人国立病院機構が運営する大阪府大阪市中央区法円坂にある専修学校。

## 概要
国立病院機構大阪医療センターと同一敷地に所在している。臨地実習の70％を母体施設である大阪医療センターで行っている。
看護専門課程看護学科(昼間3年課程)を擁する。

## 沿革
- 1947年 - 国立大阪病院附属高等看護学院として開校
- 1981年 - 助産婦科を開設
- 2004年 - 現校名となる

## 交通アクセス
- Osaka Metro谷町線「谷町四丁目駅」7番出口すぐ[2]
- Osaka Metro中央線「谷町四丁目駅」11番出口すぐ[2]

## 関連施設
- 国立病院機構
- 大阪医療センター - 同一敷地内。臨地実習の7割を行う。
- やまと精神医療センター -（奈良県大和郡山市）臨地実習先[1]。
- 大阪刀根山医療センター -（大阪府豊中市）臨地実習先[1]。
- 奈良医療センター -（奈良県奈良市）臨地実習先[1]。
- 国立循環器病研究センター -（大阪府吹田市）臨地実習先[1]。